# Консевич, Виктор Феликсович
Ви́ктор Фе́ликсович Консе́вич (укр. Віктор Феліксович Консевич; род. 7 декабря 1955, Новая Боровая, Житомирская область) — советский и украинский футболист и мини-футболист, выступавший на позиции вратаря. Мастер спорта СССР

## Биография
Воспитанник житомирской ДЮСШ, первый тренер — Николай Сюсюра. Во взрослом футболе дебютировал в 1975 году, в составе николаевской «Звезды», выступавшей в соревнованиях коллективов физкультуры. В 1977 году был приглашен в команду мастеров — николаевский «Судостроитель», в составе которого дебютировал во второй лиге чемпионата СССР. Следующий год начал в любительском «Колосе» из Межирича, однако вскоре перешёл в ровненский «Авангард», цвета которого защищал на протяжении двух последующих сезонов. В 1980 году был призван в армию. Первоначально был направлен в московский ЦСКА, однако не отыграв за команду ни одного матча был переведен во львовский СКА, за который выступал на протяжении всего периода службы. После демобилизации был приглашён в днепропетровский «Днепр». В высшей лиге дебютировал 26 марта 1982 года, в выездном матче против харьковского «Металлиста». В дебютной игре пропустил один мяч от Станислава Берникова, в результате чего «днепряне» минимально уступили. В сезоне 1982 года был основным вратарём команды, появляясь на поле в большинстве матчей, однако перед стартом следующего розыгрыша получил травму, а затем не смог выиграть конкуренцию у Сергея Краковского, в связи с чем в чемпионском для «Днепра» сезоне 1983 года ни одной игры в чемпионате не провёл. В 1984 году появился на поле лишь трижды, после чего принял решение покинуть днепропетровскую команду.
На протяжении 1985—1990 годов выступал за павлоградский «Шахтёр» и херсонский «Кристалл» во второй лиге СССР. В 1991 году перешёл в каховский «Мелиоратор», выступавший в соревнованиях коллективов физкультуры. Первый чемпионат независимой Украины начал в составе кировоградской «Звезды», цвета которой защищал в течение полутора сезонов. В 1993 году по предложению Виктора Маслова стал игроком полтавской «Ворсклы», однако проведя в команде два месяца, Консевич был уволен из клуба после разгромного поражения от СК «Одесса» со счётом 6:0. В сезоне 1993/94 попробовал свои силы в мини-футболе, став бронзовым призёром чемпионата и обладателем Кубка Украины в составе днепропетровского «Нике». В 1995 году вернулся в «большой» футбол, перейдя в новомосковский «Металлург». Отыграв за команду три сезона и став бронзовыми призёром второй лиги Украины, в 1997 году Консевич завершил выступления на профессиональном уровне. Затем, в течение первой половины 1998 года работал в тренерском штабе Владимира Кобзарева в «Металлурге», а в 1999—2001 годах был тренером вратарей в любительском «Металле» из Днепропетровска. В 2000 году провёл несколько матчей в чемпионате Украины по мини-футболу за днепропетровский «ДГАУ-Бересфорд»

## Достижения

### Футбол
- Бронзовый призёр Второй лиги чемпионата Украины: 1995/96 (группа «Б»)

### Мини-футбол
- Бронзовый призёр чемпионата Украины: 1993/94
- Обладатель Кубка Украины: 1993/94